# Cytora tepakiensis
Cytora tepakiensis är en snäckart som beskrevs av Gardner 1967. Cytora tepakiensis ingår i släktet Cytora och familjen Pupinidae. Inga underarter finns listade i Catalogue of Life.